# Козелецкая улица (Киев)
Улица Козелецкая (укр. вулиця Козелецька) — улица в Соломенском (до 2001 г. — Жовтневом) районе Киева, проходит через местность Отрадный. Пролегает между улицей Авторемонтная и улицей Николая Василенко.

## История
Улица возникла в первой четверти XX века под названием Тимофеевская. Современное название, данное в честь пгт Козелец, существует с 1955 года. В 1958 году к улице Козелецкой присоединили улицу Новую. Застройка полностью промышленная и складская.

## Галерея

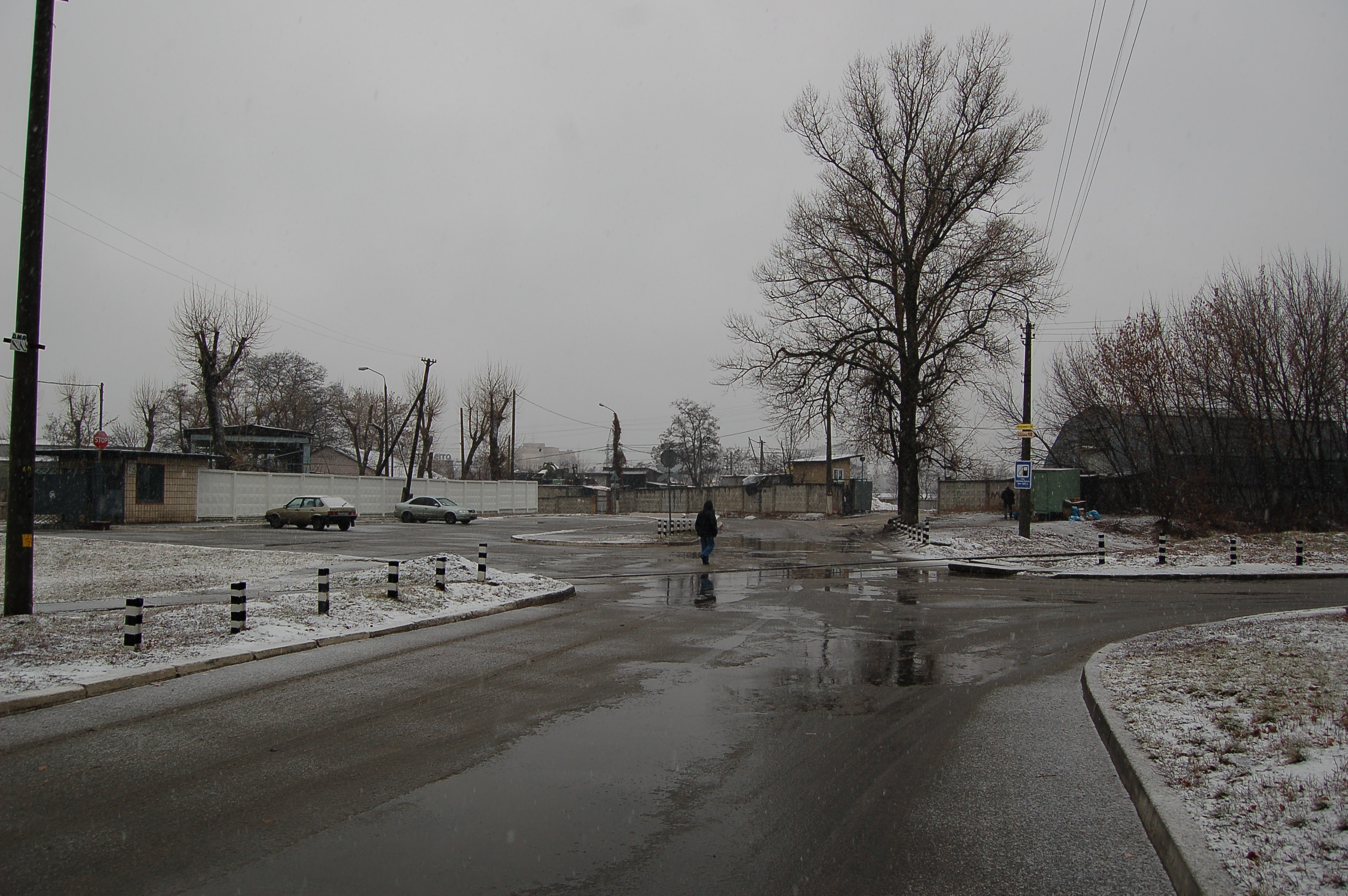
Перекрёсток улиц Козелецкой, Радищева и переулка Радищева
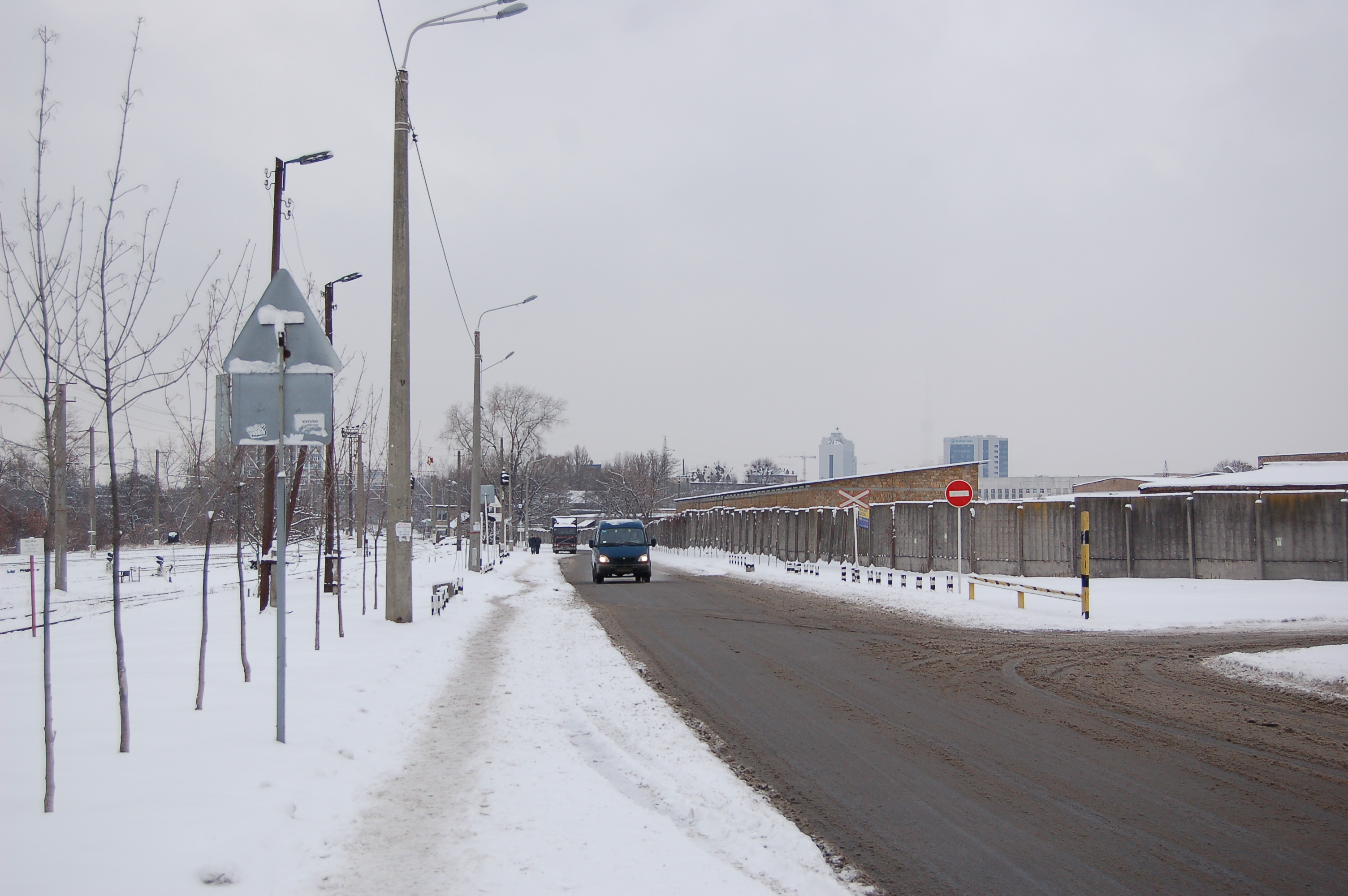
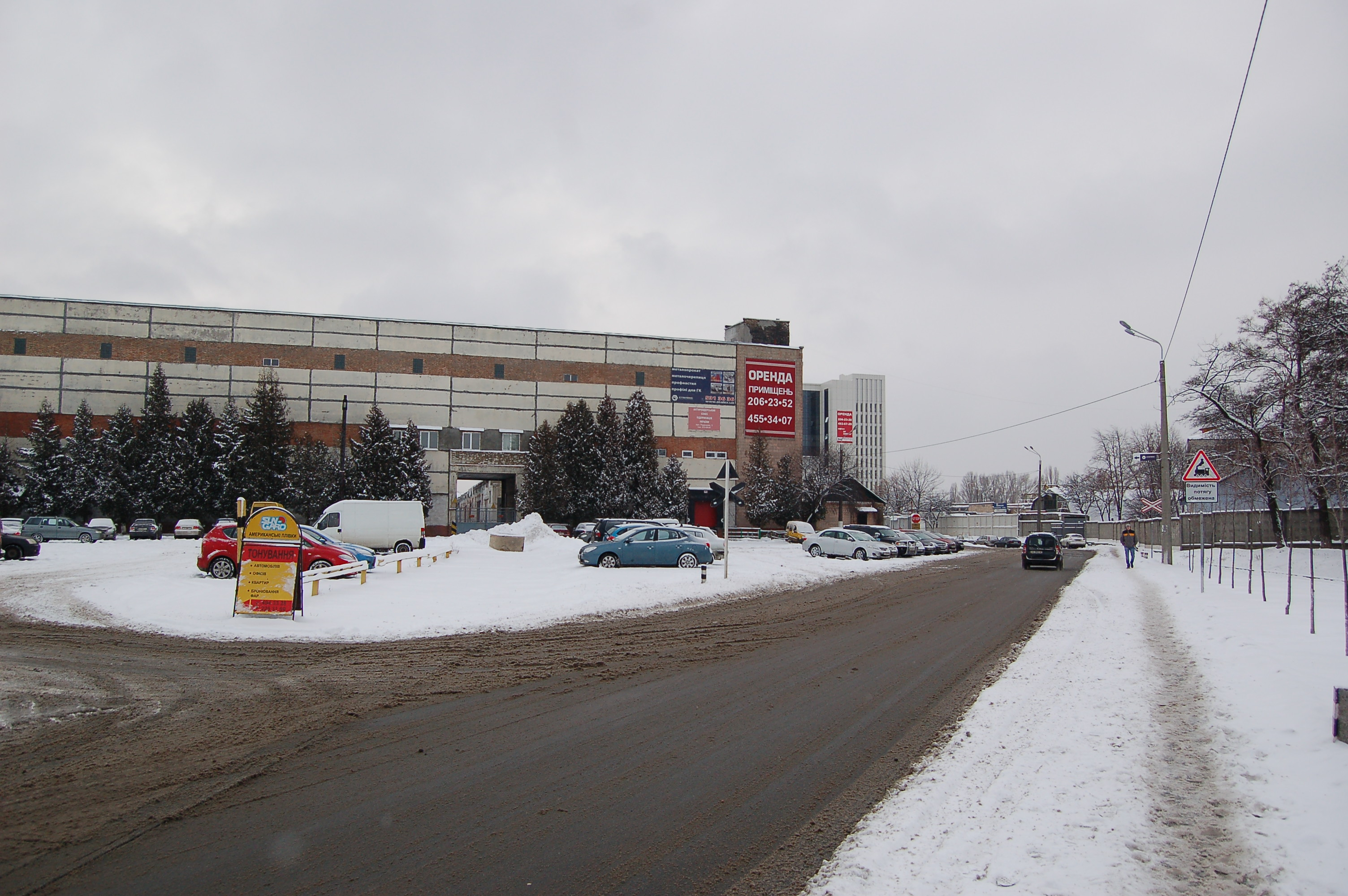
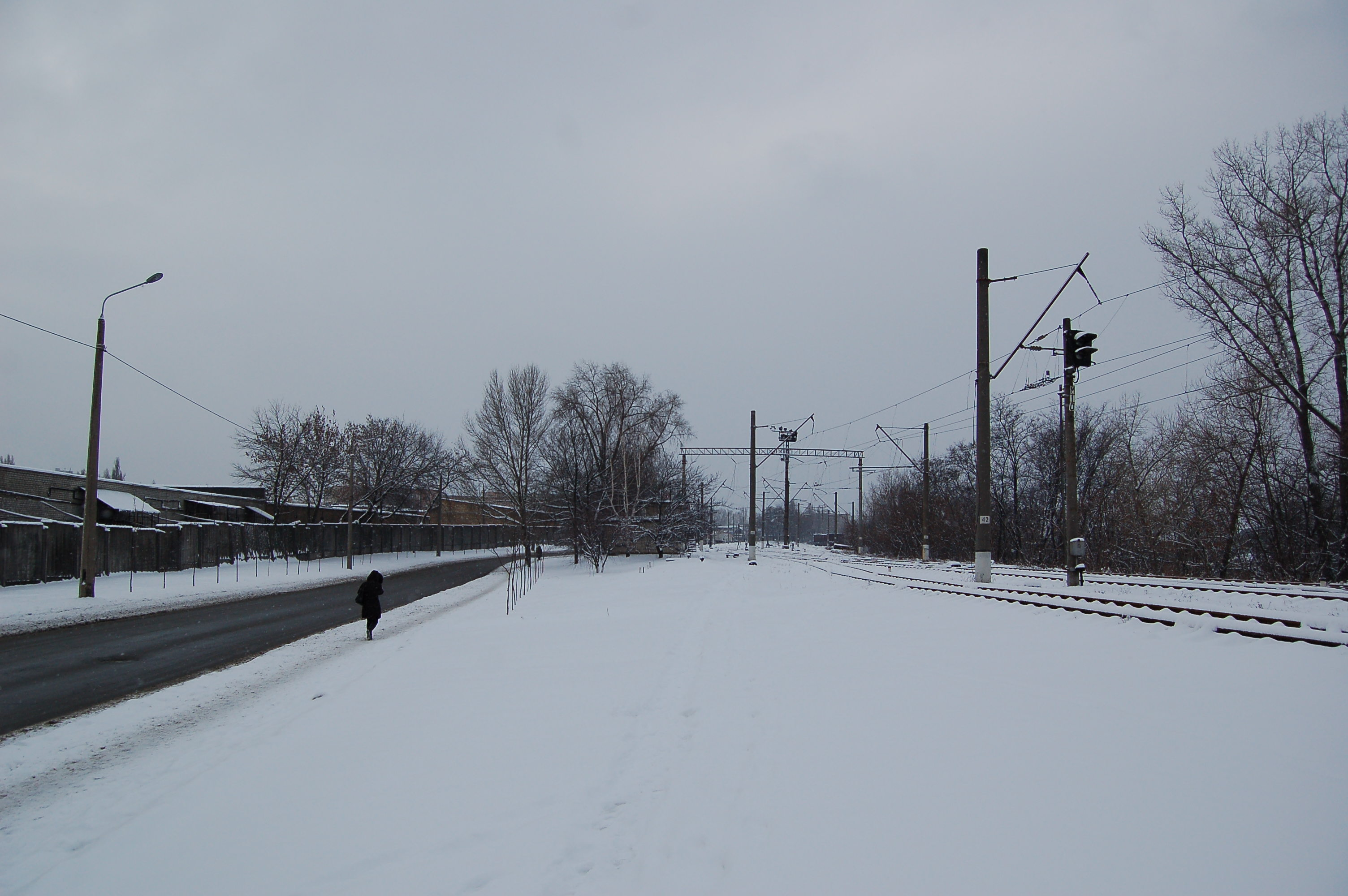
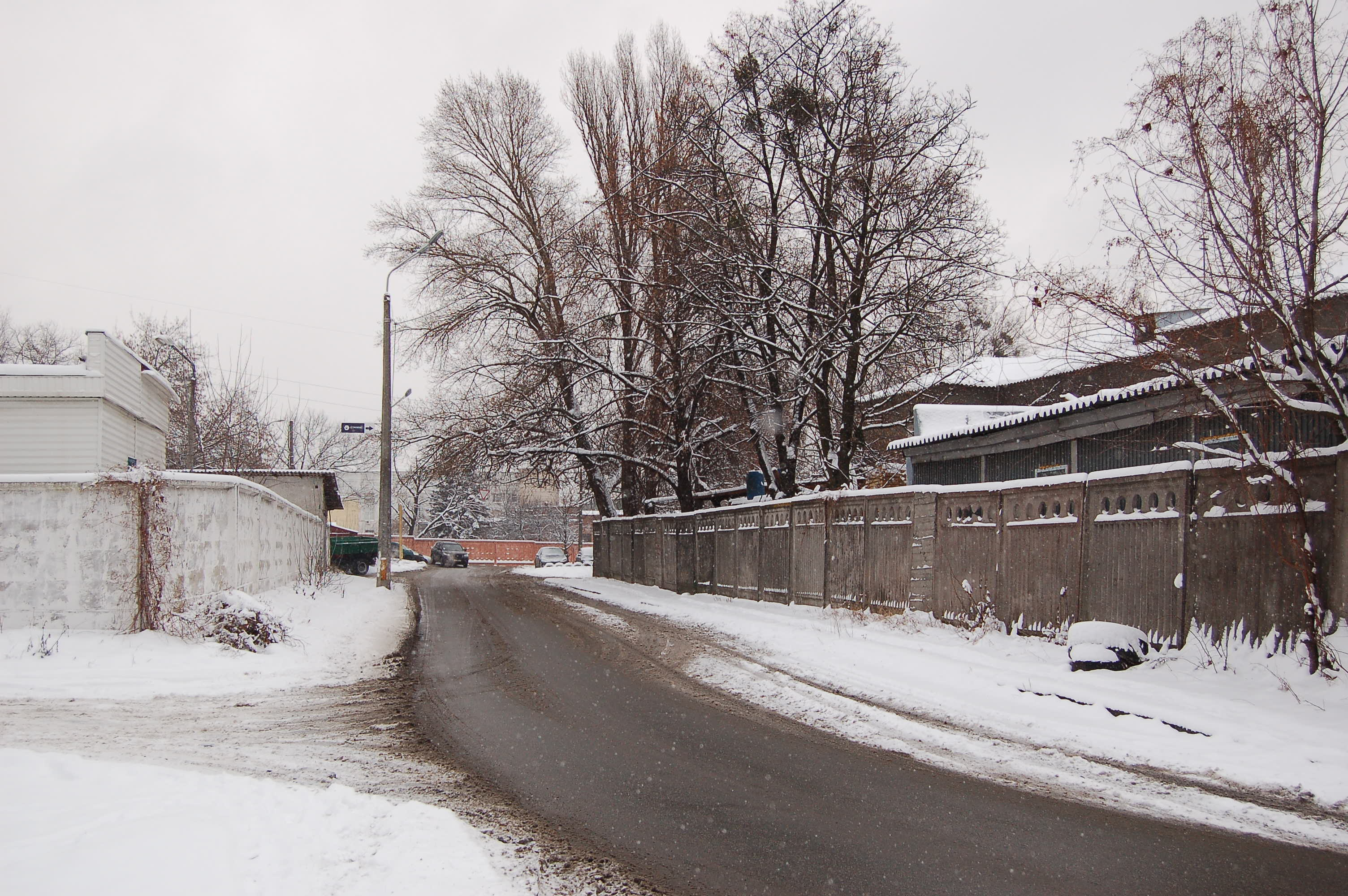